# Hoppvals
Hoppvals är en variant av den vanliga valsen, som uppträdde i mitten av 1800-talet. Den fick aldrig någon större utbredning i Sverige. 
I delar av Norge (bland annat Röros) kallas polka för hoppvals. 